# Никола Илиев (офицер)
Вижте пояснителната страница за други личности с името Никола Илиев.
Никола Илиев Илиев е български офицер, полковник.

## Биография
Роден е на 3 март 1871 година в Стара Загора. Завършва Военното училище в София, както и генералщабната академия в Русия. Влиза в армията на 8 октомври 1888 година, но завършва военно училище през 1891 година, когато е произведен в чин подпоручик от пехотата. От 1900 година е помощник-ротен командир на шести пехотен търновски полк, а през 1909 е ротен командир на четиринадесети пехотен македонски полк. От 1910 година е старши адютант на втора пехотна тракийска дивизия. През Балканските войски е началник-щаб на първа бригада от 2-ра пехотна тракийска дивизия, а през 1915 е на същата позиция в пета пехотна дунавска дивизия. В периода 1915 – 1917 е командир на пети пехотен дунавски полк. През 1918 година е назначен за командир на първа пехотна бригада от единадесета пехотна македонска дивизия. Носител е на орден „За храброст“, IV степен, 2 и 1 клас, орден „Свети Александър“, IV степен с мечове по средата и орден „За заслуга“ на обикновена лента.

## Военни звания
- Подпоручик (2 август 1891)
- Поручик (2 август 1894)
- Капитан (15 ноември 1900)
- Майор (1910)
- Подполковник (18 декември 1913)
- Полковник (16 март 1917)